# Óscar Tulio Lizcano
Óscar Tulio Lizcano González (Riosucio, Caldas, 1947) es un político colombiano. 
Miembro del Partido Social de Unidad Nacional. 

## Biografía
Es Economista de la Universidad Autónoma Latinoamericana de Medellín. Magíster en Filosofía y Letras de la Universidad de Caldas.
Ha sido electo Representante a la Cámara por el departamento de Caldas en dos ocasiones. Lizcano fue secuestrado por integrantes de la cuadrilla “Aurelio Rodríguez” de la guerrilla de las FARC-EP el 5 de agosto del año 2000 en el municipio de Riosucio, Caldas y fue incluido dentro de los secuestrados considerados como 'canjeables' en un eventual acuerdo humanitario entre la guerrilla y el gobierno.
En abril de 2008 la senadora Piedad Córdoba presentó un video con pruebas de supervivencia donde aparecía Lizcano pidiendo al entonces presidente Álvaro Uribe que reconsidere su posición de no admitir un despeje para lograr el acuerdo humanitario.
El domingo 26 de octubre de 2008 las cadenas de noticias anunciaron que Lizcano había alcanzado la libertad tras fugarse de las FARC-EP en el Departamento del Chocó con ayuda de un guerrillero conocido con el alias de Isaza.
En el año 2009 publica el libro Años en Silencio que relata sus vivencias durante el secuestro por las FARC-EP.
Fue elegido en 2018 como Representante a la Cámara.